# Kruisstraatmolen (Moerbeke)
De Kruisstraatmolen is een voormalige windmolen in de tot de Oost-Vlaamse gemeente Moerbeke behorende plaats Moerbeke, gelegen nabij Kruisstraat 7.
Deze standerdmolen fungeerde als korenmolen.

## Geschiedenis
In 1534 en 1546 werd reeds melding gemaakt van een standerdmolen op deze plaats. Niet lang na 1775 werd de molen herbouwd. Naast de molen werd ook een rosmolen opgericht. In 1885 werd deze vervangen door een stoommaalderij, die naast de windmolen was opgesteld, maar voorlopig werd ook nog met windkracht gewerkt. In 1939 werd de molen gesloopt. De molenberg werd afgegraven.
Het gebouw van de stoommaalderij bleef bestaan, maar de opvallende hoge en vierkante schoorsteen van dit gebouw werd afgebroken. Uiteindelijk werd gemalen met een elektromotor, maar daaraan kwam in 1972 een einde.
Een houten maalstoel en een haverpletter zijn nog in het gebouw aanwezig. Ook het molenaarshuis bestaat nog.
- Inventaris van het Bouwkundig Erfgoed (Vlaanderen): 34293